# Série HP 80

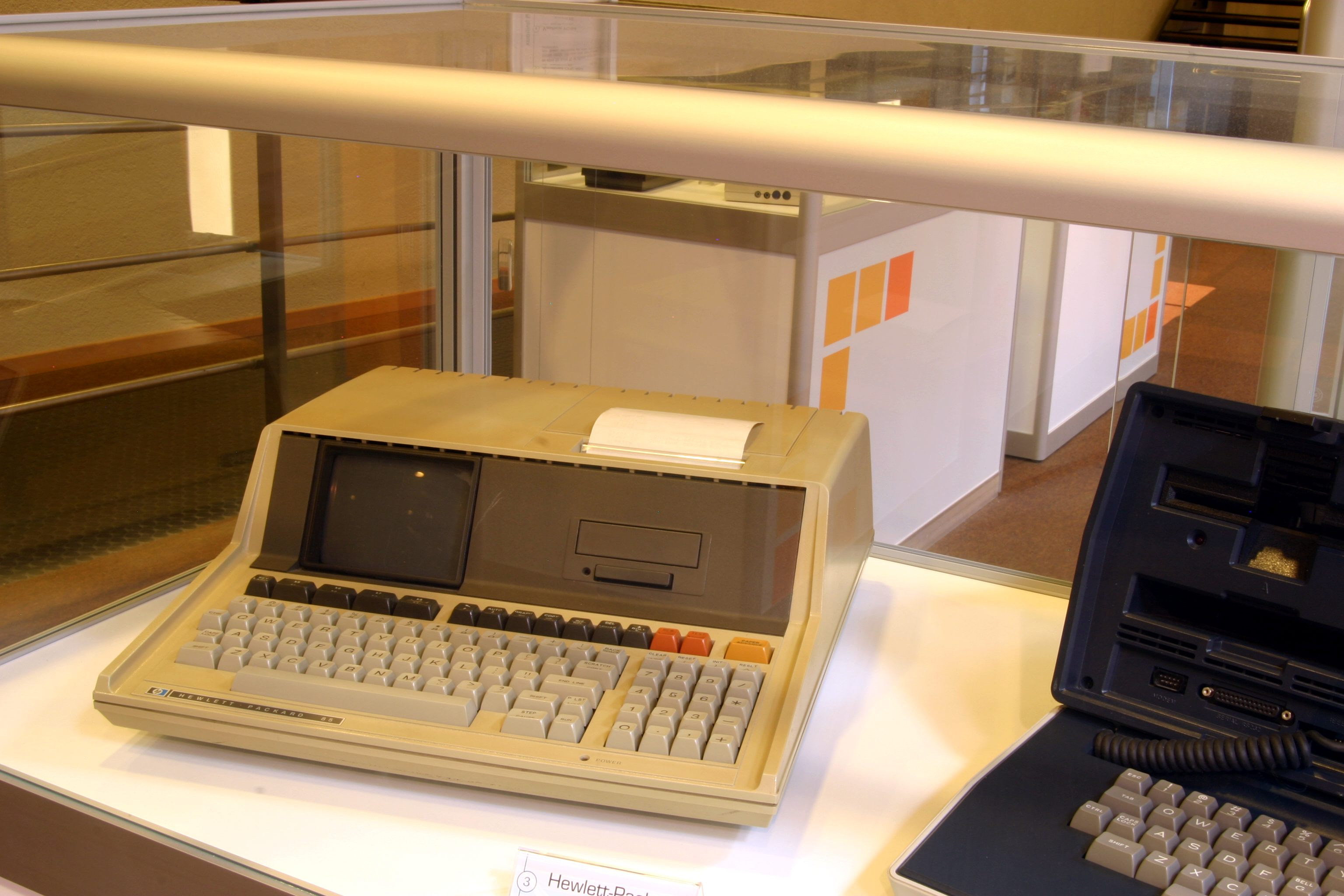
Um HP-85 em exposição.

A série HP 80 de microcomputadores científicos surgiu em dezembro de 1979, com o popular modelo HP-85, voltado para as áreas de engenharia e controle de processos. As máquinas dessa série seguiram a trilha aberta pela série HP 9800 de calculadoras avançadas, dentro de um novo padrão de miniaturização de circuitos. Finalmente, com o lançamento do IBM PC em 1981, o mercado de microcomputadores passou a ser dominado pelos PCs, mais versáteis e baratos.

## Modelos
| Modelo     | Ano     | Preço US$ | Obs. |
| HP-85A     | 1979    | $3.250    | 16 KiB RAM, 32 KiB ROM; monitor 5" CRT, 32×16 texto ou 256×192 gráficos; unidade de fita magnética, impressora                                               |
| HP-83      | 1981    | $2.250    | o mesmo que o HP-85 sem impressora e fita magnética |
| HP-86A     | 1982    | $1.795    | monitor de vídeo composto externo, sem unidade de fita ou impressora; 2 interfaces para drive 9130 & 1 porta embutida para impressora Centronics; 64 KiB RAM |
| HP-87      | 1982    | $2.495    | monitor mono de 9" 80×16 (256×128), sem impressora, sem unidade de fita, porta HPIB embutida; 32 KiB RAM                                                     |
| HP-85B     | ?       | ?         | atualização do HP-85A; 64 KiB RAM (32 KiB para programas, 32 KiB ramdisk; I/O, EDISK e Mass Storage ROM embutidos                                            |
| HP-86B     | ?       | ?         | atualização do HP-86; porta HPIB inclusa, em vez das interfaces de disco e Centronics; 128 KiB RAM; EDISK ROM incorporada                                    |
| HP-87XM    | 1983(?) | $2.995    | atualização do HP-87; porta HPIB incorporada; 128 KiB RAM |
| HP-9915A/B | 1980    | ?         | versão industrial modular do HP-85A/B sem monitor ou teclado, I/O ROM e Program Development ROM embutidas                                                    |

## ROMs adicionais
Nota: os modelos HP-86/87 usavam ROMs diferentes (rótulo amarelo) daquelas dos modelos 85/83 (rótulo branco).
| 83/85       | 86/87       | Função                                 | Descrição                                                                                            |
| 00085-15003 | 00087-15003 | I/O                                    | Acesso GPIB, interfaces serial e paralela (GPIO)                                                     |
| 00085-15001 | embutido    | Mass Storage                           | Acesso a drives compatíveis com Amigo no GPIB. Inclusa no 85B, 86, 87.                               |
| 00085-15002 | 00087-15002 | Printer / Plotter (85) ou Plotter (87) | Suporte avançado de impressora incluindo despejo de tela para impressora matricial externas          |
| 00085-15005 | 00087-15005 | Advanced Prog.                         | Comandos estendidos do BASIC                                                                         |
| n/d         | 00087-15012 | Electronic Disk                        | Usa parte da RAM como RAM drive                                                                      |
| 00085-15004 | 00087-15004 | Matrix                                 | Operações matemáticas com matrizes, incluindo inversões (resolução de sistemas de equações lineares) |
| 00085-15007 | 00087-15007 | Assembler                              | Editor e montador de código-fonte Assembler da Série 80                                              |
| n/d         | 00087-15011 | MIKSAM                                 | Gerenciamento de gravação de arquivos                                                                |
| 00085-15013 | 00087-15013 | EMS                                    | Acesso a armazenamento SS-80 compatível                                                              |
| 00085-60952 | ?           | Service                                | Rotinas de diagnóstico para serviço/manutenção                                                       |
| 98151A      | n/d         | Program Development                    | Suporte para painel frontal HP-9915, ou para emulá-lo num HP-83/85                                   |

## Expansões de hardware
| 82936A | "Gaveteiro" de ROMs para até 6 das ROMs acima (máximo de uma por unidade)                            |
| 82903A | Módulo de memória de 16 KiB, apenas para HP-85A (máx. de 1 por unidade)                              |
| 82908A | Módulo de memória de 64 KiB, para HP-85B ou HP-86/87                                                 |
| 82909A | Módulo de memória de 128 KiB, para HP-85B ou HP-86/87                                                |
| 82967A | Módulo de síntese de voz                                                                             |
| 82900A | Sistema CP/M (apenas para HP-86/87). Contém um microprocessador Zilog Z80 e 64 KiB de RAM exclusiva. |
| 82928A | Monitor do sistema para desenvolvimento em Assembler                                                 |
| 82929A | "Gaveteiro" de ROM programável, para EPROMs-padrão                                                   |

## Interfaces
| 82937A | Interface HP-IB (GPIB, IEEE-488, IEC625)                 |
| 82938A | Interface HP-IL                                          |
| 82939A | Interface serial RS-232                                  |
| 82940A | Interface GPIO (uso geral 4 × 8 bits, paralela)          |
| 82941A | Interface BCD (paralela, 11 dígitos BCD + sinal)         |
| 82949A | Interface de impressora paralela (Centronics)            |
| 82950A | Modem (110/300 bit/s, Bell 103/113)                      |
| 82966A | Interface Data Link (para conexão com hosts HP1000/3000) |